# 광화문 월대
광화문 월대(光化門 月臺)는 흥선대원군이 임진왜란 후 270여 년 동안 폐허로 남아 있던 경복궁을 중건하면서 정문인 광화문의 격을 높이기 위해 조성한 대(臺)이다. '월대'는 각종 의식을 행하는 기능 외에도 건물의 위엄과 왕의 권위를 한층 더 높이려는 목적으로 제작된 시설물로, 터보다 높게 쌓은 넓은 기단을 말한다. 당시 흥선대원군은 왕의 권위와 왕실의 존엄성 회복을 위해 경복궁 중건을 실시하면서 광화문 앞에 월대를 쌓았다. 광화문 앞에 월대를 쌓았다는 기록은 경복궁을 중건하는 과정을 기록한 《경복궁 영건일기(營建日記)》에 나타나 있다. 이에 따르면 ‘1866년 3월 3일 광화문 앞에 월대를 쌓았다. 모군(인부)이 궁 안에 쌓아둔 잡토를 지고 왔는데, 실로 4만여 짐에 이르렀다’는 기록이 있다. 이는 가운데 너비 7m 어도(왕이 다니는 길), 양옆에 신하들이 걷는 길 등 3면 형식이었으며, 전체 너비 29.7m·길이 48.7m에 달하는 긴 무대 형태로 육조거리까지 이어진 것으로 전해진다. 월대는 경복궁 근정전 등 정전 앞에도 있지만 궁궐 정문에서도 확인되는데, 특히 왕의 위엄과 장식을 위해 난간석을 두른 경우는 광화문 월대가 유일하다. 그러다 일제강점기 때인 1923년 일본이 광화문 월대 자리에 노면전차 선로를 설치하면서 월대 좌우 난간석이 제거되고 월대가 모두 흙으로 덮이는 등 크게 훼손된 채 땅에 묻히게 되었다. 그리고 선로의 경우 1966년까지 사용되다가 세종로 지하도를 조성할 때 콘크리트로 메워졌다.

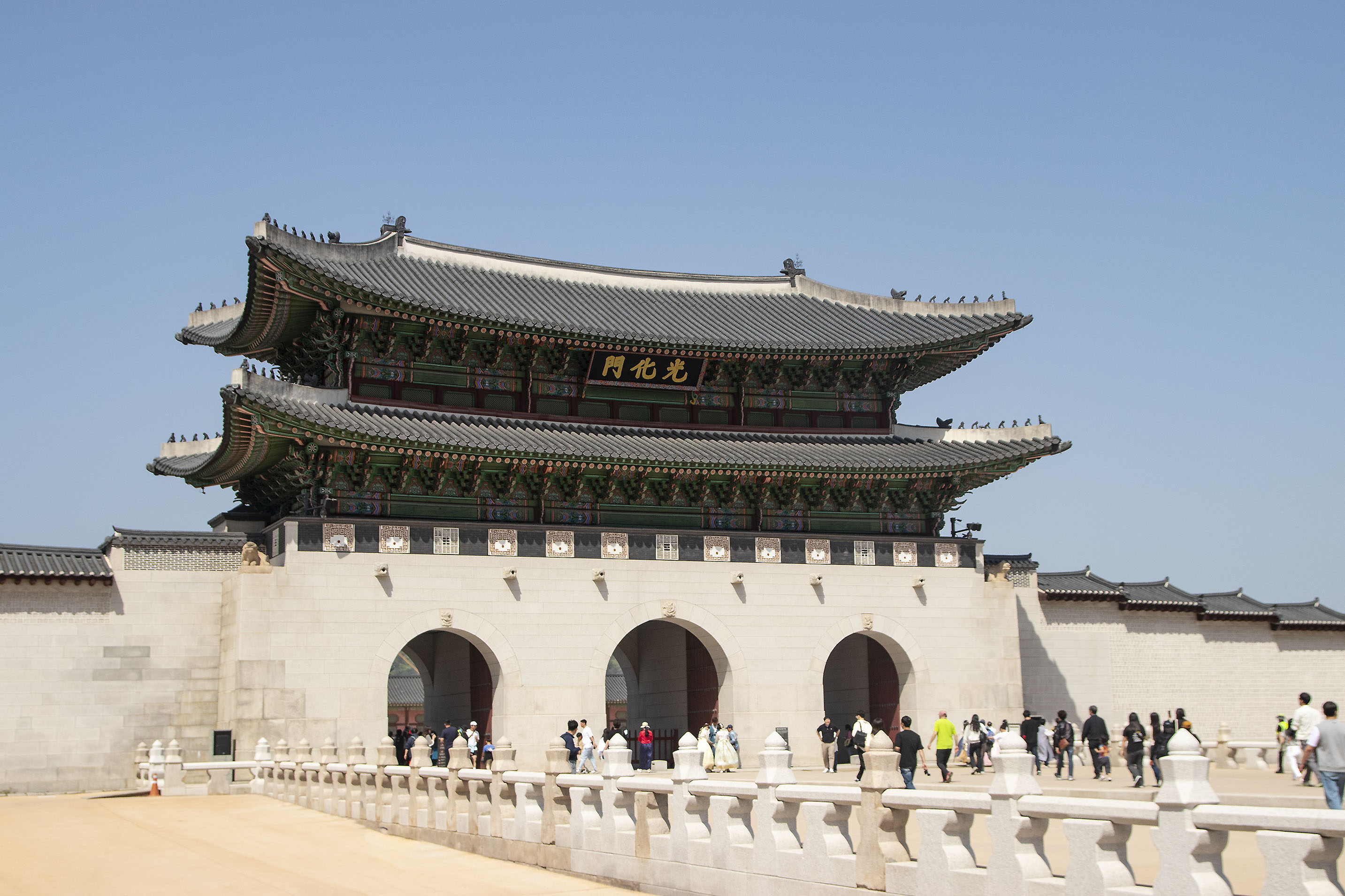
광화문과 월대

2023년 10월 15일에 복원되어 대중에 공개되었다.